# Liste der Kulturdenkmale in Helperknapp
In der Liste der Kulturdenkmale in Helperknapp sind alle Kulturdenkmale der luxemburgischen Gemeinde Helperknapp aufgeführt (Stand: 15. Juli 2025).

## Kulturdenkmale nach Ortsteil

### Ansemburg
| Bild                            | Bezeichnung                                                     | Lage                                                          | Beschreibung | Stufe | Eingetragen seit |
| ------------------------------- | --------------------------------------------------------------- | ------------------------------------------------------------- | --- | ----- | ---------------- |
| Weitere Bilder                  | Schloss Ansemburg mit Gärten                                    | (Karte)                                                       | Das Renaissance-Schloss Ansemburg wurde zwischen 1639 und 1647 von dem Hüttenbesitzer Thomas Bidart errichtet. Sein Nachfahr Lambert-Joseph de Marchant vergrößerte es im 18. Jahrhundert. Das Schloss ist seit 1986 Eigentum der japanischen Religionsgemeinschaft Sukyo Mahikari und nicht öffentlich zugänglich. | PCN   | 18. März 1988    |
| Haus des Schmelzmeisters        | Haus des Schmelzmeisters                                        | bei Schloss Ansemburg (Karte)                                 | | PCN   | 1. Juli 1988     |
| Allee mit Linden und Kastanien  | Allee mit Linden und Kastanien                                  | „Unter der Hoehl“ (CR105) (Karte)                             | | PCN   | 1. Juli 1988     |
| Weitere Bilder                  | Gebäudeensemble mit Kapelle, Treppe, alter Schule und Pfarrhaus | Mont Marie (Karte)                                            | Der Name der barocken Kapelle geht auf die Industriellentochter Marie-Anne Bidart zurück, die an dieser Stelle 1678 eine Kapelle errichten ließ, die 1687 erweitert wurde. Bidart wurde 1711 in der Kapelle beigesetzt. Nach ihrem Tod wurden 1761 die beiden Türme und das barocke Portal mit der monumentalen Freitreppe errichtet, von der aus ein Weg auch zum Schloss führt. Am Fuß der Treppe befindet sich ein altes Pfarrhaus von 1731, das auch als Schule genutzt wurde. | PCN   | 22. Juni 2000    |
| Brücke über die Eisch           | Brücke über die Eisch                                           | rue du Château, „Weschpesch“ (Karte)                          | | PCN   | 22. Juni 2000    |
| Weitere Bilder                  | Burg Ansemburg                                                  | (Karte)                                                       | Die Burg liegt unmittelbar am Dorfeingang auf einem Sandsteinfelsen. Sie wurde vermutlich in der Mitte 12. Jahrhunderts für die Herren von Ansemburg errichtet. Zu Beginn des 14. Jahrhunderts wurde die Burg ausgebaut. Jakob II. von Rollingen baute die Burg Mitte des 16. Jahrhunderts zur Wohnanlage um. Im Jahr 1671 fiel die Anlage an den Hüttenbesitzer Thomas Bidart. 1683 wurde sie vermutlich durch die Truppen des französischen Marschalls Louis-François de Boufflers zerstört. Thomas Bidart und dessen Nachfahre Lambert-Joseph de Marchant bauten die Burg dann wieder auf. Heute ist sie in Privatbesitz und wird teilweise als Hotel genutzt. | PCN   | 29. Januar 2010  |
| Gebäude                         | Gebäude                                                         | rue du Château (Karte)                                        | | PCN   | 30. April 2010   |
| Hainbuchenallee                 | Hainbuchenallee                                                 | Park von Schloss Ansemburg (Karte)                            | | IS    | 29. März 1974    |
| alte Schmiede                   | alte Schmiede                                                   | rue du Château (Karte)                                        | | IS    | 18. Juni 1998    |
| Wald, Garten, Wiesen und Tannen | Wald, Garten, Wiesen und Tannen                                 | Kataster Nr. 121, 122/423, 122/424, 122/469, 159/432, 159/465 | | IS    | 18. Juni 1998    |
| Wohnhaus                        | Wohnhaus                                                        | 5, rue de la Vallée (Karte)                                   | | IS    | 5. August 2014   |

### Böwingen/Attert
| Bild           | Bezeichnung                           | Lage                              | Beschreibung | Stufe | Eingetragen seit  |
| -------------- | ------------------------------------- | --------------------------------- | ------------ | ----- | ----------------- |
| Weitere Bilder | Vierkanthof                           | 1, rue de Helpert (Karte)         |              | PCN   | 9. Januar 2015    |
|                | Höhenfestung                          | „Helperich“ (Karte)               |              | PCN   | 6. September 2018 |
|                | Archäologische Fundstätte „Helperich“ | „Helperich“ (Karte)               |              | PCN   | 22. November 2019 |
| Streckhof      | Streckhof                             | 4, rue de Buschdorf (Karte)       |              | PCN   | 10. April 2020    |
| Streckhöfe     | Streckhöfe                            | 12 und 14, rue de Helpert (Karte) |              | PCN   | 10. Dezember 2021 |
|                | Überreste von „Helperich“             | (Karte)                           |              | PCN   | 13. Mai 2025      |

### Bruch
| Bild                                 | Bezeichnung                          | Lage                       | Beschreibung                   | Stufe | Eingetragen seit  |
| ------------------------------------ | ------------------------------------ | -------------------------- | ------------------------------ | ----- | ----------------- |
| Weitere Bilder                       | Waschbrunnen                         | rue de Buschdorf (Karte)   |                                | PCN   | 6. September 2018 |
| Wohnhaus eines ehemaligen Streckhofs | Wohnhaus eines ehemaligen Streckhofs | 22, rue du Village (Karte) |                                | PCN   | 27. Oktober 2022  |
| Gebäude                              | Gebäude                              | 59, route d’Arlon (Karte)  | Gastwirtschaft „Relais Bausch“ | PCN   | 4. Dezember 2023  |

### Buschdorf
| Bild           | Bezeichnung           | Lage                 | Beschreibung | Stufe | Eingetragen seit |
| -------------- | --------------------- | -------------------- | --- | ----- | ---------------- |
| Weitere Bilder | Pfarrkirche Buschdorf | (Karte)              | Die kleine Saalkirche wurde 1812 errichtet, 1823 wurde sie um die Sakristei und 1860 um den Kirchturm erweitert. Im Jahr 1963 zerstörte ein Brand die Sakristei. 1966 wurde die Kirche nach umfangreichen Renovierungsarbeiten wiedereröffnet. Dem Langhaus mit fünf Achsen ist ein Kirchturm auf quadratischem Grundriss beigestellt. Auf der östlichen Seite ist an das Langhaus ein eingezogener ⅝-Chor angebaut, an den sich die Sakristei anschließt. | PCN   | 2. März 2018     |
| Lokalverein    | Lokalverein           | „An Uerbech“ (Karte) | | PCN   | 27. März 2024    |

### Helperknapp
| Bild           | Bezeichnung                             | Lage    | Beschreibung | Stufe | Eingetragen seit |
| -------------- | --------------------------------------- | ------- | --- | ----- | ---------------- |
| Weitere Bilder | Ort Helperknapp mit Kapelle und Denkmal | (Karte) | Die Johannes-Täufer-Kapelle stammt aus dem Jahr 1889 und wurde 1900 eingeweiht. Die kleine Kirche mit Rechteckchor besitzt zwei Achsen und einen Dachreiter. Über dem Eingangsportal auf der Giebelseite steht in einer Nische eine Figur von Johannes dem Täufer. | PCN   | 20. Januar 1939  |

### Hollenfels
| Bild           | Bezeichnung                                    | Lage                     | Beschreibung | Stufe | Eingetragen seit        |
| -------------- | ---------------------------------------------- | ------------------------ | --- | ----- | ----------------------- |
|                | Archäologische Fundstätte „Roeben/Schwarzhanz“ | (Karte)                  | | PCN   | 4. und 11. Februar 2022 |
| Weitere Bilder | Burg Hollenfels                                | (Karte)                  | Die Burganlage wurde urkundlich erstmals 1041 erwähnt. Im Jahr 1380 wurde der fünfstöckige Bergfried erbaut, der als einziger Teil des ursprünglichen Gebäudes noch erhalten ist. 1681 wurde die Burg wird von französischen Truppen belagert und erobert, zwei Jahre später vertrieben spanische Truppen die Franzosen zuerst, wurden aber nach einem französischen Gegenangriff wieder zurückgedrängt. Im Jahr 1729 wurde an den Bergfried ein Wohnhaus im neobarocken Stil angebaut. Ab 1820 war die Burg unbewohnt und verfiel allmählich. Erst 1920 wurde das Schloss vom luxemburgischen Architekten Schönberg restauriert. Von 1945 bis 1948 wurde die Anlage als Lager für Kriegsgefangene genutzt. Seit 1948 ist das Schloss im Besitz des luxemburgischen Staates, der dort eine Jugendherberge betreibt. | PCN   | 11. Februar 2022        |
|                | Wohnhaus                                       | 3, Enneschtgaass (Karte) | | PCN   | 23. November 2022       |
|                | Überreste von „Schwarzhanz“                    | (Karte)                  | | PCN   | 13. Mai 2025            |

### Kuelbecherhaff
| Bild      | Bezeichnung | Lage                     | Beschreibung | Stufe | Eingetragen seit  |
| --------- | ----------- | ------------------------ | ------------ | ----- | ----------------- |
| Streckhof | Streckhof   | „Kuelbecherhaff“ (Karte) |              | PCN   | 20. November 2020 |

### Marienthal
| Bild           | Bezeichnung                | Lage                    | Beschreibung | Stufe | Eingetragen seit   |
| -------------- | -------------------------- | ----------------------- | --- | ----- | ------------------ |
| Weitere Bilder | Klosteranlage Marienthal   | (Karte)                 | Denkmalgeschützt ist die ehemalige Klosteranlage mit den umliegenden Gebäuden. Diese wurde im 13. Jahrhundert von Dominikanerinnen aus dem Kloster Straßburg gegründet und 1783 aufgelöst. Im Jahre 1890 erwarben die Weißen Väter die verfallenen Gebäude und bezogen das Kloster. Nach dem Zweiten Weltkrieg diente es als Notunterkunft, im Jahr 1974 erwarb der Staat den Gebäudekomplex und brachte hier Flüchtlinge unter. Schrittweise wurde das ehemalige Kloster inzwischen zu einem Bildungszentrum mit Jugendherberge ausgebaut.                                                                                       | PCN   | 13. September 2002 |
| Weitere Bilder | Kapelle                    | Marienthalerhof (Karte) | Die Donatus-Kapelle wurde 1816/17 von Nicolas Franck erbaut. Die Schwestern der Marienthaler Klosters spendeten eine Marien-Statue aus der zweiten Hälfte des 14. Jahrhunderts (inzwischen verschollen). Die Saalkirche besitzt einen 3/8-Chor und einen kleinen Dachreiter über dem Eingangsportal auf der Giebelseite. Die Kapelle wurde zwischen 2005 und 2007 komplett renoviert und erhielt 2006 neue Fenster, die nach Entwürfen von Barthels vom Atelier Bernard Bauer aus Bad Mondorf geschaffen wurden. Der alte Barockaltar war in so schlechtem Zustand, dass er durch einen Altar aus einem Steinblock ersetzt wurde. | PCN   | 15. Juni 2007      |
|                | Überreste von „Buerggruef“ | (Karte)                 | | PCN   | 13. Mai 2025       |

### Tüntingen
| Bild            | Bezeichnung                                 | Lage                                  | Beschreibung | Stufe | Eingetragen seit  |
| --------------- | ------------------------------------------- | ------------------------------------- | --- | ----- | ----------------- |
| Weitere Bilder  | Pfarrkirche St. Peter und Paul mit Mobiliar | rue de l'Église/rue de Brouch (Karte) | Die Peter-und-Paul-Kirche wurde zwischen 1881 und 1885 nach Plänen des Architekten Antoine Hartmann an Stelle einer älteren Kirch errichtet. Nur der Kirchturm aus dem Jahr 1702 wurde erhalten. An das Langhaus mit vier Achsen schließt sich ein ⅝-Chor an, an den ein oktogonales Türmchen angebaut ist. Der barocke Hauptaltar wurde 1701 von dem Bildhauer Jan van der Steen aus Mechelen (1633–1725) geschaffen und war eigentlich einer von vier Seitenaltären der ehemaligen Dominikanerkirche aus dem Kloster Marienthal. Die Pieta auf dem Hauptaltar ist aus Alabaster und wurde 1612 geschaffen. Im oktogonalen Turm sitzt eine Seitenkapelle mit Grabdenkmälern der Herren von Ansemberg. | PCN   | 29. Mai 2009      |
| Altes Pfarrhaus | Altes Pfarrhaus                             | 2, rue de Hollenfels (Karte)          | | PCN   | 29. Januar 2010   |
| Streckhof       | Streckhof                                   | 9, rue de Brouch (Karte)              | | PCN   | 26. Februar 2010  |
|                 | Streckhof                                   | 1, rue du Bois (Karte)                | | PCN   | 4. Februar 2022   |
| Wohnhaus        | Wohnhaus                                    | 3, rue de Brouch (Karte)              | | PCN   | 26. Juli 2024     |
| Quereinhaus     | Quereinhaus                                 | 1, rue de l’Eglise (Karte)            | | IS    | 2. Juli 2009      |
| Streckhof       | Streckhof                                   | 2, rue de l’Eglise (Karte)            | | IS    | 2. Juli 2009      |
| Eiche           | Eiche                                       | an der rue de Brouch (Karte)          | | IS    | 16. Dezember 2016 |

Legende: PCN – Immeubles et objets bénéficiant des effets de classement comme patrimoine culturel national; IS – Immeubles et objets inscrits à l’inventaire supplémentaire